# Judo aux Jeux panaméricains de 2019
Navigation
2015
Les compétitions de judo aux Jeux panaméricains de 2019 ont lieu du 8 au 11 août 2019 à Lima, au Pérou. 

## Médaillés

### Hommes
| Épreuves | Or                      | Argent                   | Bronze                   |
| -------- | ----------------------- | ------------------------ | ------------------------ |
| - 60 kg  | Renan Torres (BRA)      | Lenin Preciado (ECU)     | Roberto Almenares (CUB)  |
| - 60 kg  | Renan Torres (BRA)      | Lenin Preciado (ECU)     | Adonis Diaz (USA)        |
| - 66 kg  | Wander Mateo (DOM)      | Daniel Cargnin (BRA)     | Ricardo Valderrama (VEN) |
| - 66 kg  | Wander Mateo (DOM)      | Daniel Cargnin (BRA)     | Osniel Solís (CUB)       |
| - 73 kg  | Magdiel Estrada (CUB)   | Alonso Wong (PER)        | Jeferson Santos (BRA)    |
| - 73 kg  | Magdiel Estrada (CUB)   | Alonso Wong (PER)        | Nicholas Delpopolo (USA) |
| - 81 kg  | Eduardo Yudy (BRA)      | Medickson del Orbe (DOM) | Adrián Gandía (PUR)      |
| - 81 kg  | Eduardo Yudy (BRA)      | Medickson del Orbe (DOM) | Jorge Martínez (CUB)     |
| - 90 kg  | Iván Felipe Silva (CUB) | Francisco Balanta (COL)  | Mohab El Nahas (CAN)     |
| - 90 kg  | Iván Felipe Silva (CUB) | Francisco Balanta (COL)  | Yuta Galarreta (PER)     |
| - 100 kg | Thomas Briceño (CHI)    | L. A. Smith (USA)        | Lewis Medina (DOM)       |
| - 100 kg | Thomas Briceño (CHI)    | L. A. Smith (USA)        | Junior Angulo (ECU)      |
| + 100 kg | Andy Granda (CUB)       | Pedro Pineda (VEN)       | Freddy Figueroa (ECU)    |
| + 100 kg | Andy Granda (CUB)       | Pedro Pineda (VEN)       | David Moura (BRA)        |

### Femmes
| Épreuves | Or                       | Argent                   | Bronze                 |
| -------- | ------------------------ | ------------------------ | ---------------------- |
| - 48 kg  | Estefanía Soriano (DOM)  | Vanesa Godinez (CUB)     | Mary Dee Vargas (CHI)  |
| - 48 kg  | Estefanía Soriano (DOM)  | Vanesa Godinez (CUB)     | Edna Carrillo (MEX)    |
| - 52 kg  | Larissa Pimenta (BRA)    | Luz Olvera (MEX)         | Kristine Jiménez (PAN) |
| - 52 kg  | Larissa Pimenta (BRA)    | Luz Olvera (MEX)         | Nahomys Acosta (CUB)   |
| - 57 kg  | Rafaela Silva (BRA)      | Ana Rosa (DOM)           | Yadinys Amaris (COL)   |
| - 57 kg  | Rafaela Silva (BRA)      | Ana Rosa (DOM)           | Miryam Roper (PAN)     |
| - 63 kg  | Maylin Del Toro (CUB)    | Anriquelis Barrios (VEN) | Aléxia Castilhos (BRA) |
| - 63 kg  | Maylin Del Toro (CUB)    | Anriquelis Barrios (VEN) | Hannah Martin (USA)    |
| - 70 kg  | Elvismar Rodríguez (VEN) | Yuri Alvear (COL)        | Onix Cortés (CUB)      |
| - 70 kg  | Elvismar Rodríguez (VEN) | Yuri Alvear (COL)        | María Pérez (PUR)      |
| - 78 kg  | Mayra Aguiar (BRA)       | Kaliema Antomarchi (CUB) | Diana Brenes (CRC)     |
| - 78 kg  | Mayra Aguiar (BRA)       | Kaliema Antomarchi (CUB) | Vanessa Chalá (ECU)    |
| + 78 kg  | Idalys Ortíz (CUB)       | Melissa Mojica (PUR)     | Beatriz Souza (BRA)    |
| + 78 kg  | Idalys Ortíz (CUB)       | Melissa Mojica (PUR)     | Yuliana Bolivar (PER)  |

Le 25 septembre 2019, Rafaela Silva se voit retirer sa médaille d'or remportée dans la catégorie des moins de 57 kg pour dopage, ayant été contrôlée positive le 9 août au fénotérol.

## Tableau des médailles
| Rang  | Nation                 | Or | Argent | Bronze | Total |
| ----- | ---------------------- | -- | ------ | ------ | ----- |
| 1     | Cuba                   | 5  | 2      | 5      | 12    |
| 2     | Brésil                 | 4  | 1      | 4      | 9     |
| 3     | République dominicaine | 2  | 2      | 1      | 5     |
| 4     | Venezuela              | 1  | 2      | 1      | 4     |
| 5     | Chili                  | 1  | 0      | 1      | 2     |
| 6     | Colombie               | 0  | 2      | 1      | 3     |
| 7     | Équateur               | 0  | 1      | 3      | 4     |
| 7     | États-Unis             | 0  | 1      | 3      | 4     |
| 9     | Pérou                  | 0  | 1      | 2      | 3     |
| 9     | Porto Rico             | 0  | 1      | 2      | 3     |
| 11    | Mexique                | 0  | 1      | 2      | 2     |
| 12    | Panama                 | 0  | 0      | 2      | 2     |
| 13    | Canada                 | 0  | 0      | 1      | 1     |
| 13    | Costa Rica             | 0  | 0      | 1      | 1     |
| Total | Total                  | 13 | 14     | 28     | 55    |